# Step Back In Time
«Step Back in Time» (en español: «Un paso atrás en el tiempo») es el segundo sencillo de la cantante australiana de música pop, Kylie Minogue. El tema pertenece al tercer álbum de estudio Rhythm Of Love. Con toques de música funky y dance, Step Back in Time es una canción pop escrita y producida por el trío Stock, Aitken & Waterman. Fue lanzada como sencillo el 22 de octubre de 1990 y obtuvo varios top 5.

## Historia
"Step Back in Time" fue lanzada en octubre de 1990 como segundo sencillo del tercer álbum de estudio de Kylie titulado "Rhythm Of Love". Originalmente la canción What Do I Have to Do? iba a ser lanzada como segundo sencillo del álbum, pero la decisión fue cambiada a Step Back in Time. Esta canción marca la primera vez que Kylie lleva su música dentro del género disco. En la canción, Minogue da su crítica acerca de la música moderna y desea que la vida fuera similar a lo que fue en la década de 1970 ("Remembering the old days"/Recordando los viejos días)

## Video musical
El video para "Step Back in Time" muestra a Kylie con una serie de trajes al estilo de los años 70 con bailarines de vestidos similares, Minogue muestra con un verde vestido plumoso, sexis pantalones negros, y grandes lentes de sol. En otra escena, Kylie se viste con un traje de baile al estilo de la familia Partridge. El video promueve la imagen de Minogue viajando alrededor de una ciudad con sus amigos vestidos con trajes influenciados por las fiestas de 1970.

## Continuando con la popularidad
El éxito inicial de Kylie en varios mercados mundiales, particularmente en Europa no fueron sostenidos en 1990, pero ella permaneció consistentemente popular en su país natal, Australia e incluso más en su base de producción, el Reino Unido.
En UK "Step Back in Time", es considerada, la que marcó el comienzo de una popular reacción contra su "obscena" imagen entre su población inicial de jóvenes adolescentes. En la encuesta anual en 1990 de "Smash Hits", una popular revista de música adolescente que ávidamente apoyó a la estrella, Minogue ganó varios "peores" premios de los delitos que van desde su sentido de la moda a su más reciente producción musical. Aunque su música todavía era producida por los ingleses Stock, Aitken & Waterman, no fue radicalmente removida de su producción previa, su reciente cambio de imagen, por el tiempo parecía que estaba perdiendo el popular apoyo que ella había ganado, más particularmente con retrospectiva, un incremento de seguidores gais más orientados a la música pop-dance.

## Formatos
| 7" sencillo (PWL) 1. «Step Back in Time» (edit) – 3:03 2. «Step Back in Time» (Instrumental) – 3:30 12" sencillo (PWL) 1. «Step Back in Time» (Walkin' Rhythm Mix) – 8:05 2. «Step Back in Time» (Extended Instrumental) – 4:59 Casete sencillo (PWL) 1. «Step Back in Time» (edit) – 3:03) 2. «Step Back in Time» (Instrumental) – 3:30 CD sencillo (PWL) 1. «Step Back in Time» (edit) – 3:03 2. «Step Back in Time» (Walkin' Rhythm Mix) – 8:05 3. «Step Back in Time» (Instrumental) – 3:30 Australian CD sencillo (MUSHROOM) 1. «Step Back in Time» (edit) – 3:03 2. «Step Back in Time» (Walkin' Rhythm Mix) – 8:05 3. «Step Back in Time» (Instrumental) – 3:30 Australian 7" (MUSHROOM) 1. «Step Back in Time» (edit) – 3:03 2. «Step Back in Time» (Instrumental) – 3:30 Australian 12" (MUSHROOM) 1. «Step Back in Time» (Walkin' Rhythm Mix) – 8:05 2. «Step Back in Time» (Edit) – 3:03 3. «Step Back in Time» (Extended Instrumental) – 4:59 Australian casete 1 sencillo (MUSHROOM) 1. «Step Back in Time» (edit) – 3:03 2. «Step Back in Time» (Instrumental) – 3:30 Australian casete 2 sencillo (MUSHROOM) 1. «Step Back in Time» (Walkin' Rhythm Mix) – 8:05 2. «Step Back in Time» (edit) – 3:03 3. «Step Back in Time» (Instrumental) – 3:30 |

## Presentaciones en vivo
Kylie presentó la canción en los siguientes conciertos de giras:
- Rhythm Of Love Tour
- Let's Get To It Tour
- Intimate & Live Tour
- On A Night Like This Tour
- Showgirl: The Greatest Hits Tour
- Showgirl: Homecoming Tour
- X Tour 2008
- Kiss Me Once Tour

La canción también fue presentada en:
- An Audience With... Kylie

## Listas de popularidad
| Listas (1990) | Máxima posición |
| ------------- | --------------- |
| Alemania      | 36              |
| Australia     | 5               |
| Francia       | 23              |
| Irlanda       | 4               |
| Israel        | 2               |
| Nueva Zelanda | 21              |
| Países Bajos  | 35              |
| Reino Unido   | 4               |
| Sudáfrica     | 6               |
| Suecia        | 19              |
| Suiza         | 29              |